# یرلیغ

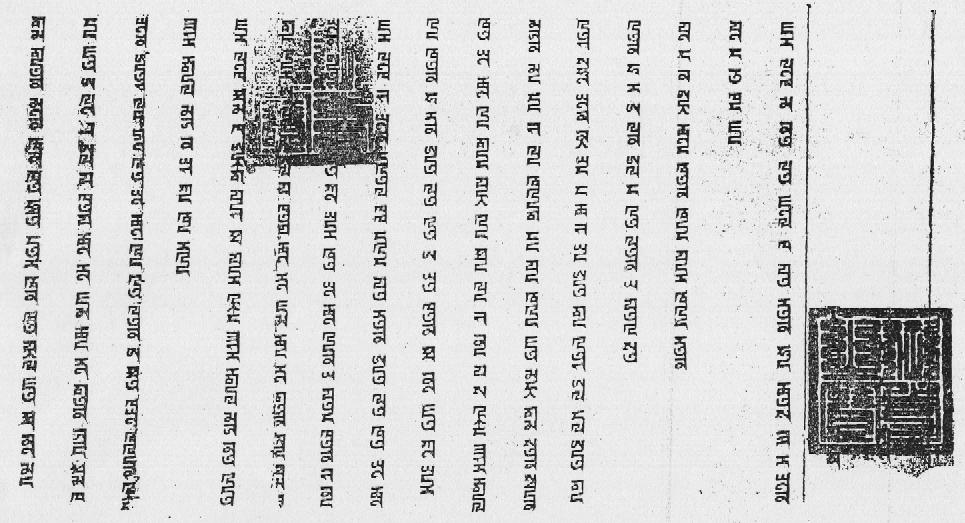
یرلیغی از دوره یوآن به زبان مغولی و خط مغولی-تبتی

یَرلیغ یا یَرلِغ (ترکی میانه: یرلغ نویسه‌گردانی: y(a)rl(ï)γ مغولی میانه: ᠵᠷᠯᠭ نویسه‌گردانی: ǰ(a)rl(i)γ)، اصطلاحی ترکی، به‌معنای حکم و فرمان پادشاه است. اگرچه از نظر زبان‌شناسی، یرلیغ منشأ ترکی دارد، ولی بیشترین بروز را در زبان مغولی داشته، به‌طوری‌که کاربرد آن در تعدادی از زبان‌های ترکی، متأثر از مغولی بوده است. در امپراتوری مغول تنها قاآن به‌عنوان فرمانروای کل مجاز به صدور یرلیغ بود، ولی به‌دنبال تقسیم امپراتوری مغول، هرکدام از خان‌های حاکم شروع به صدور یرلیغ‌های خودشان کردند. در مغولستان، امروزه اصطلاح یرلیغ برای فرمان رئیس‌جمهور به‌کار می‌رود.
در زبان روسی، اصطلاح یارلیک (yarlyk, Ярлык)، که برگرفته از یرلیغ است را برای فرمان‌های صادره از طرف خان‌های اردوی زرین که به شاهزادگان و کشیشان روس داده می‌شد به‌کار می‌بردند؛ ولی پس پایان سلطه مغولان بر روسیه، این واژه معنی آغازین خود را از دست داد و امروزه در زبان روسی معنی «برچسب» می‌دهد.